# Bozön, Mezitli
Bozön là một xã thuộc huyện Mezitli, tỉnh Mersin, Thổ Nhĩ Kỳ. Dân số thời điểm vào năm 2011 là 940 người.